# Cavoliniidae
Cavoliniidae Gray, 1850 è una famiglia di molluschi dell'ordine degli Pteropodi.

## Tassonomia
La famiglia comprende i seguenti generi:
- Bowdenatheca R. L. Collins, 1934 †
- Cavolinia Abildgaard, 1791
- Cuvierina Boas, 1886
- Diacavolinia van der Spoel, 1987
- Diacria J.E. Gray, 1840
- Diacrolinia A.W. Janssen, 1995 †
- Edithinella A.W. Janssen, 1995 †
- Gamopleura Bellardi, 1873 †
- Ireneia A.W. Janssen, 1995 †
- Johnjagtia A.W. Janssen, 2005 †
- Spoelia A.W. Janssen, 1990 †
- Telodiacria Rampal, 2019
- Vaginella Daudin, 1800 †